# Lijst van Nederlandse muziek
Dit artikel bevat een lijst van Nederlandse muziek, betreffende de uitvoerenden.

## Klassieke muziek in Nederland

### Symfonieorkesten
- Koninklijk Concertgebouworkest
- Radio Filharmonisch Orkest
- Radio Kamer Filharmonie
- Nederlands Philharmonisch Orkest
- Nederlands Kamerorkest
- Rotterdams Philharmonisch Orkest
- Residentie Orkest
- Het Balletorkest (voorheen Holland Symfonia)
- Het Gelders Orkest
- Orkest van het Oosten
- Phion
- Limburgs Symfonie Orkest
- Noord Nederlands Orkest
- Orkest van de Achttiende Eeuw
- Amsterdam Sinfonietta

### Koren
- Groot Omroepkoor
- Koor van De Nationale Opera (voorheen De Nederlandse Opera)
- Maastreechter Staar
- Nederlands Kamerkoor
- Nederlandse Bachvereniging

### Operagezelschappen
- De Nationale Opera (voorheen De Nederlandse Opera)
- Nederlandse Reisopera (voorheen Nationale Reisopera)
- Opera Zuid

## Volksmuziek
- Volksmuziek in Nederland

## Jazz
- Jazz in Nederland

## Kleinkunst
- Kleinkunst

## Popmuziek
- Nederpop
- Indierock in Nederland